# San Juan del Puerto, Florida
La Misión San Juan del Puerto fue una misión de época de la Florida española del siglo XVI situada en el Condado de Duval, en Florida, EE. UU.
Fue fundada para la evangelización de los indígenas saturiwa, una tribu timucua. La misión quedó organizada en nueve aldeas más pequeñas. Se trató del lugar donde Francisco Pareja realizó sus trabajos sobre la lengua Timucua .

## Historia
La misión San Juan se estableció antes de 1587 en la isla Fort George (condado de Duval). Se trataba de la región de los indígenas saturiwa, que era uno de los cacicazgos de los mocama. La alianza de los españoles con los saturiwa estuvo precedida por las relaciones anteriores con los hugonotes franceses expulsados por los españoles en 1556 del efímero fort Caroline (Jacksonville).
La misión de San Juan del Puerto fue una de las tres misiones más importantes de la llamada provincia de Mocama de la Florida española, junto a las misiones de San Pedro de Mocama de los tacatacuru (isla Cumberland, condado de Camden, Georgia) y Santa María de Sena (isla Amelia, condado de Nassau, Florida).
El padre Francisco Pareja estuvo tanto en San Juan como en San Pedro, lugares donde ideó un sistema de escritura para los timucuan y enseñó algo del mocama. En 1612 imprimió un catecismo en español y timucua, uno de los muchos libros escritos en castellano y en lengua indígena americana como lo fuera el Historia general de las cosas de Nueva España (1585).
A consecuencia del asentamiento inglés en la colonia de Carolina, a partir de 1650 los indígenas guale (misisipianos) obtuvieron refugio avecindándose en la misión. 
La misión fue atacada por los ingleses y sus aliados indígenas en reiteradas ocasiones, hasta ser abandonada definitivamente en 1702 durante la guerra de la Reina Ana. 